# Magdeleno Mercado
Magdeleno Mercado (4 de abril de 1944 – 6 de março de 2020) foi um futebolista mexicano que competiu na Copa do Mundo FIFA de 1966.
Morreu no dia 6 de março de 2020, aos 75 anos.